# شينغو أكاميني
شينغو أكاميني (باليابانية: 赤嶺 真吾) (8 ديسمبر 1983 في اليابان – )؛ هو لاعب كرة قدم ياباني سابق كان يلعب كمهاجم.

## وصلات خارجية
- شينغو أكاميني على موقع رابطة كرة القدم اليابانية للمحترفين (اليابانية)
- شينغو أكاميني على موقع قاعدة بيانات كرة القدم.إي يو (الإنجليزية)
- شينغو أكاميني على موقع Soccerway.com (الإنجليزية)
- شينغو أكاميني على موقع عالم كرة القدم.نت (الإنجليزية)
- شينغو أكاميني على موقع كووورة